# Yizhak Lamdan
Yizhak Lamdan (Mlinov, Ucrania, 7 de noviembre de 1899 - 17 de noviembre de 1954) fue un escritor, traductor y poeta israelí, que recibió desde su infancia una educación tradicional y secular. 
Durante la Primera Guerra Mundial fue reclutado y viajó a través del sur de Rusia con su hermano, que fue asesinado posteriormente en un pogromo. Lamdan abrazó la causa comunista y se ofreció voluntariamente para servir en el Ejército rojo tras el estallido de la Revolución rusa. En 1918 dejó el ejército y volvió a Mlinov, donde se dedicó a la enseñanza del hebreo y publicó su primer poema en Hashiloah. En 1920 emigró al Mandato Británico de Palestina y pasó sus primeros años trabajando en granjas y en la pavimentación de caminos. Su poesía, inspirada por esas experiencias, fue publicada en varios diarios literarios y despertó gran interés. 
A partir de 1934, se dedicó exclusivamente al trabajo literario, publicando y corrigiendo su propia publicación mensual, Gilyonot. Lamdan fue miembro del comité central de la Asociación Hebrea de Escritores durante muchos años.

## Obras (en hebreo)
- Massada (poema), Hedim, 1927 (Metzada)
- In the Threefold Harness (poema), Berlin-Stybel, 1930 (Ba-Ritmah Ha-Meshuleshet)
- From the Book of Days (poema), Gilyonot, 1940 (Mi-Sefer Hayamim)
- Two Camps, Gilyonot, 1944 (Mahanayim)
- On Scorpions' Ascent (poema), Bialik Institute, 1945 (Ma'aleh Akravim)
- A Treasure of Chances (infantil), M. Newmann, 1950 (Otzar Shel Mazalot)
- Colección de poemas, Bialik Institute, 1973 (Col Shirei)